# Hasfield
Hasfield est une paroisse civile et un village du Gloucestershire, en Angleterre.